# Нигелек (футбольный клуб)
«Нигелек» (фр. Nigelec) — нигерский футбольный клуб из Ниамея. Выступает в чемпионате Нигера. Домашней ареной клуба является стадион генерала Сейни Кунче, вместимостью 35 тысяч зрителей. Клубными цветами команды является зелёный и белый. Спонсор — Нигерская электроэнергетическая компания.

## История
Футбольная команда под названием «Нигелек» была основана в 2005 году.
Единственный раз успеха в чемпионате Нигера команда добивалась в сезоне 2021/22. Победы в Кубке Нигера «Нигелек» добился в 2013 году, обыграв в решающем матче «Акокану» (1:0). Игра за Суперкубок Нигера 2013 года завершилась поражением от «Дуана» в серии пенальти.
Дебют клуба на всеафриканском уровне состоялся в 2014 году в матче Кубка Конфедерации КАФ, где нигерская команда уступила алжирской «Константине» по сумме двух матчей со счётом 3:4.
В составе команды неоднократно играли футболисты национальной сборной Нигера. В частности цвета «Нигелека» защищали Кассали Дауда и Адамо Джибо. В сезоне 2013/14 лучшим бомбардиром чемпионата Нигера стал игрок команды Моктар Якуба. На чемпионате мира 2017 года среди юношеских команд в составе нигерской сборной было сразу четыре игрока «Нигелека», включая такого футболистка как Кайру Амустафа.

## Достижения
- Чемпион Нигера: 2021/22
- Победитель Кубка Нигера: 2013

## Последние результаты
| Сезон   | Див. | Место | Кубок       |         | Сезон | Див.    | Место       | Кубок |
| ------- | ---- | ----- | ----------- | ------- | ----- | ------- | ----------- | ----- |
| 2010/11 | I    | 5     |             | 2018/19 | I     | 7       | 1/16 финала |       |
| 2011/12 | I    | 5     | 1/2 финала  | 2019/20 | I     | отменён | 1/16 финала |       |
| 2012/13 | I    | 8     | Победитель  | 2020/21 | I     | 2       | 1/4 финала  |       |
| 2013/14 | I    | 2     | 1/8 финала  | 2021/22 | I     | 1       | 1/4 финала  |       |
| 2014/15 | I    | 6     | 1/16 финала | 2022/23 | I     | 9       | 1/16 финала |       |
| 2015/16 | I    | 7     | 1/4 финала  | 2023/24 | I     | 3       | 1/16 финала |       |
| 2016/17 | I    | 9     | 1/8 финала  | 2024/25 | I     |         |             |       |
| 2017/18 | I    | 4     | 1/2 финала  | 2025/26 |       |         |             |       |

## Континентальный турнир
| Сезон   | Турнир                 | Этап     | Соперник      | Дома | Гости | Общий |
| ------- | ---------------------- | -------- | ------------- | ---- | ----- | ----- |
| 2014    | Кубок Конфедерации КАФ | предв.   | Константина   | 2-0  | 1-4   | 3-4   |
| 2022/23 | Лига чемпионов КАФ     | первый   | Академия СОАР | 2-1  | 0-0   | 2-1   |
| 2022/23 | Лига чемпионов КАФ     | второй   | Раджа         | 0-2  | 1-0   | 0-3   |
| 2022/23 | Кубок Конфедерации КАФ | плей-офф | Пирамидз      | 1-0  | 0-3   | 1-3   |